# Hildegard Kallstenius
Hildegard Maria Elisabeth Kallstenius, född Örtenholm 31 mars 1877 i Västanfors församling, död 15 juni 1964 i Uppsala domkyrkoförsamling, var en svensk rösträttsaktivist. Hon var gift med Gottfrid Kallstenius.
Hon var verksam i kampanjen för införandet av kvinnlig rösträtt i Sverige och ordförande för Föreningen för kvinnans politiska rösträtt i Härnösand 1911-1913 och 1913–1917. 